# 申思
申 思（しん し、Shen Si, 1973年5月1日 - ）は、中華人民共和国出身、元同国代表のサッカー選手。ポジションはミッドフィールダー（MF）。

## 所属クラブ
- 上海申花 1994-2001
- 上海中遠 2002-2004
- 珠海中邦 2005